# Мирошниченко, Леонид Александрович
Леонид Александрович Мирошниченко (род. 27 мая 1927, Алтайский край, Россия) — советский и казахский геолог, первооткрыватель рудных месторождений Казахстана, лауреат Государственной премии СССР в области науки и техники (1985).

## Биография
Родился 27 мая 1927 года в Алтайском крае.
В 1948 году окончил Казахский горно-металлургический институт по специальности горный инженер-геолог. В 1948—1955 годах работал младшим научным сотрудником. В 1955 году защитил кандидатскую диссертацию и до 1962 года работал старшим научным сотрудником. С 1962 года заведовал лабораторией региональной металлогении Института геологических наук имени К. И. Сатпаева АН Казахстана. С 1990 года доктор геолого-минералогических наук, с 1991 года — профессор.
Автор 175 научных статей. Редактор и соредактор 8-томного собрания трудов К. И. Сатпаева (1998—2001), справочно-монографической серии «Минеральные ресурсы Казахстана» в 30 томах (1997—2001), геологической серии журнала «Известия АН РК», трудов конгрессов «Геология Казахстана» (Италия, 2004; Норвегия, 2008).

## Награды
- Государственная премия Республики Казахстан в области науки и техники в составе коллектива авторов за цикл работ на тему: «Минерагения и перспективы развития минерально-сырьевых ресурсов Казахстана» (2009 года).[1][2]
- Государственная премия СССР в области науки и техники (1985)
- Премия имени К. И. Сатпаева (2002)
- Грамота Верховного совета СССР (1961)
- Медаль «Ветеран труда»

## Сочинения
- Медное оруденение Мугоджар (1974)
- Скарново-грейзеновые месторождения (1978)
- Монография Геология и металлогения Каратау, том II Металлогения (1987)
- Справочно-монографическая серия Минеральные ресурсы Казахстана (тома: медь (1997); свинец и цинк (1997); железо (1998); марганец (1999))
- Глубинное строение и минеральные ресурсы Казахстана, том II Металлогения (2002)
- Минерагенические карты Казахстана масштаба 1:2500000 (2002) и 1:1000000 (2008) с объяснительными записками